# Kullaflyg
Kullaflyg var en svensk flygresearrangör startad 2003 av Sverigeflyg Holding, idag ägd av norska Braathens Aviation. Från Ängelholm trafikeras Stockholm/Bromma året runt medan Visby endast trafikeras under sommaren och Mora endast trafikeras under vintersäsongen. Från Halmstads flygplats trafikeras Stockholm/Bromma året runt.
Flygningarna utförs av det svenska flygbolaget Braathens Regional med tre ATR 72-500. Braathens Regional hette tidigare Golden Air.

## Historia
Tidigare utfördes flygningarna med två Saab 2000, men de byttes sedan ut mot två ATR 72-500. I slutet av mars 2012 meddelade Kullaflyg att de skulle starta en ny flyglinje på Halmstad-Arlanda med start 2 maj med Nextjet som operatör, flygningarna startades med en av Nextjets BAe ATP. Efter Skyways konkurs beslöt Kullaflyg att istället under egen regi starta Halmstad-Bromma och avsluta samarbetet med Nextjet. Linjen från Halmstad flögs med en Saab 2000 fram till 2013, då man bytte till en ATR 72-500 för att möta en ökad efterfråga.